# Solution de lactate de Ringer
La solution de lactate de Ringer  est un mélange de chlorure de sodium, de lactate de sodium, de chlorure de potassium et de chlorure de calcium dans de l'eau.

## Usage médical
Il est utilisé pour remplacer les fluides et les électrolytes chez les personnes souffrant d'hypovolémie ou d'hypotension artérielle. Il peut également être utilisé pour traiter l'acidose métabolique et pour laver l'œil après une brûlure chimique. Il est administré par injection dans une veine ou appliqué sur la zone affectée,.

## Effets secondaires
Les effets secondaires peuvent inclure des réactions allergiques, un taux élevé de potassium dans le sang, une surcharge volumique et un taux élevé de calcium dans le sang. Il peut ne pas être compatible avec certains médicaments et certains recommandent de ne pas l'utiliser dans la même perfusion qu'une transfusion sanguine. La solution présente un taux d'acidose plus faible que le sérum physiologique. Son utilisation est généralement sûre pendant la grossesse et l'allaitement,,. La solution de lactate de Ringer fait partie de la famille des médicaments cristalloïdes.

## Histoire
Le liquide de Ringer est une solution physiologique composée de chlorure de sodium, de potassium et de calcium, inventée dans les années 1880 par scientifique britannique Sydney Ringer. Le lactate est ajouté dans les années 1930. Elle figure sur la liste des médicaments essentiels de l'Organisation mondiale de la santé. La solution est disponible sous forme de médicament générique. Le coût de gros dans les pays en développement est d'environ 0,60 à 2,30 dollars américains par litre. Pour les personnes dont la fonction hépatique est faible, l'acétate de Ringer peut être une meilleure alternative, le lactate étant remplacé par de l'acétate,,.

## References
1. 1 2  British national formulary: BNF 69, British Medical Association, 2015, 69e éd. (ISBN 9780857111562), p. 683
2. 1 2  « Compound Sodium Lactate Solution for Infusion - Summary of Product Characteristics (SPC) - (eMC) » [archive du 16 janvier 2017], sur www.medicines.org.uk, février 2013 (consulté le 14 janvier 2017)
3. ↑  (en) G. K. Krieglstein, Atlas of Ophthalmology, Springer Science & Business Media, 2000 (ISBN 9783540780694, lire en ligne [archive du 16 janvier 2017]), p. 377
4. 1 2  (en) Paul L. Marino et Kenneth M. Sutin, The ICU Book, Lippincott Williams & Wilkins, 2012, 3e éd. (ISBN 9781451161557, lire en ligne [archive du 18 septembre 2017]), p. 363
5. ↑  (en) George R. Saade, Michael R. Foley, Jeffrey P. Phelan et Gary A. Dildy III, Critical Care Obstetrics, John Wiley & Sons, 2010 (ISBN 9781444396140, lire en ligne [archive du 16 janvier 2017]), p. 70
6. ↑  « Sodium Lactate Compound » [archive du 22 janvier 2018], sur International Drug Price Indicator Guide (consulté le 8 décembre 2016)
7. ↑  (en) Paul L. Marino, Marino's The ICU Book, Lippincott Williams & Wilkins, 2013, 4e éd. (ISBN 9781469831640, lire en ligne [archive du 16 janvier 2017]), p. 223